# Another Body Murdered
«Another Body Murdered» — совместная композиция рок-группы Faith No More и хип-хоп команды Boo-Yaa T.R.I.B.E. Песня была написана специально для саундтрека к фильму «Ночь страшного суда». Она была выпущена синглом за месяц до премьеры фильма — в сентябре 1993 года. Это первый релиз группы, записанный без участия гитариста Джима Мартина — он был уволен сразу после окончания тура в поддержку альбома Angel Dust. На записи гитарные партии исполнены Билли Гулдом. Сингл не снискал большой популярности в странах, которых был выпущен, кроме Ирландии: там он добрался до 13-го места в чартах.
Рестлер Самоа Джо использовал эту песню для выхода на ринг.

## Персонал
Из Boo-Yaa T.R.I.B.E.
- E.K.A. — вокал
- Gawtti — вокал
- The Godfather — вокал
- Kobra Konvict — вокал
- Monsta O — вокал
- Murder One — вокал
- Ganxsta Ridd — вокал

Из Faith No More
- Майк Паттон — вокал
- Билли Гулд — гитара
- Родди Боттум — клавишные
- Майк Бордин — ударные

Технический персонал
- Стив Этт — микширование на версии для радио
- Ghetto Guerillas, Fletcher — микширование ремикса

## Чарты
- Irish Singles Chart[1] — 13
- UK Singles Chart[2] — 26
- New Zealand RIANZ Singles Chart[3] — 41